# Nick Mason

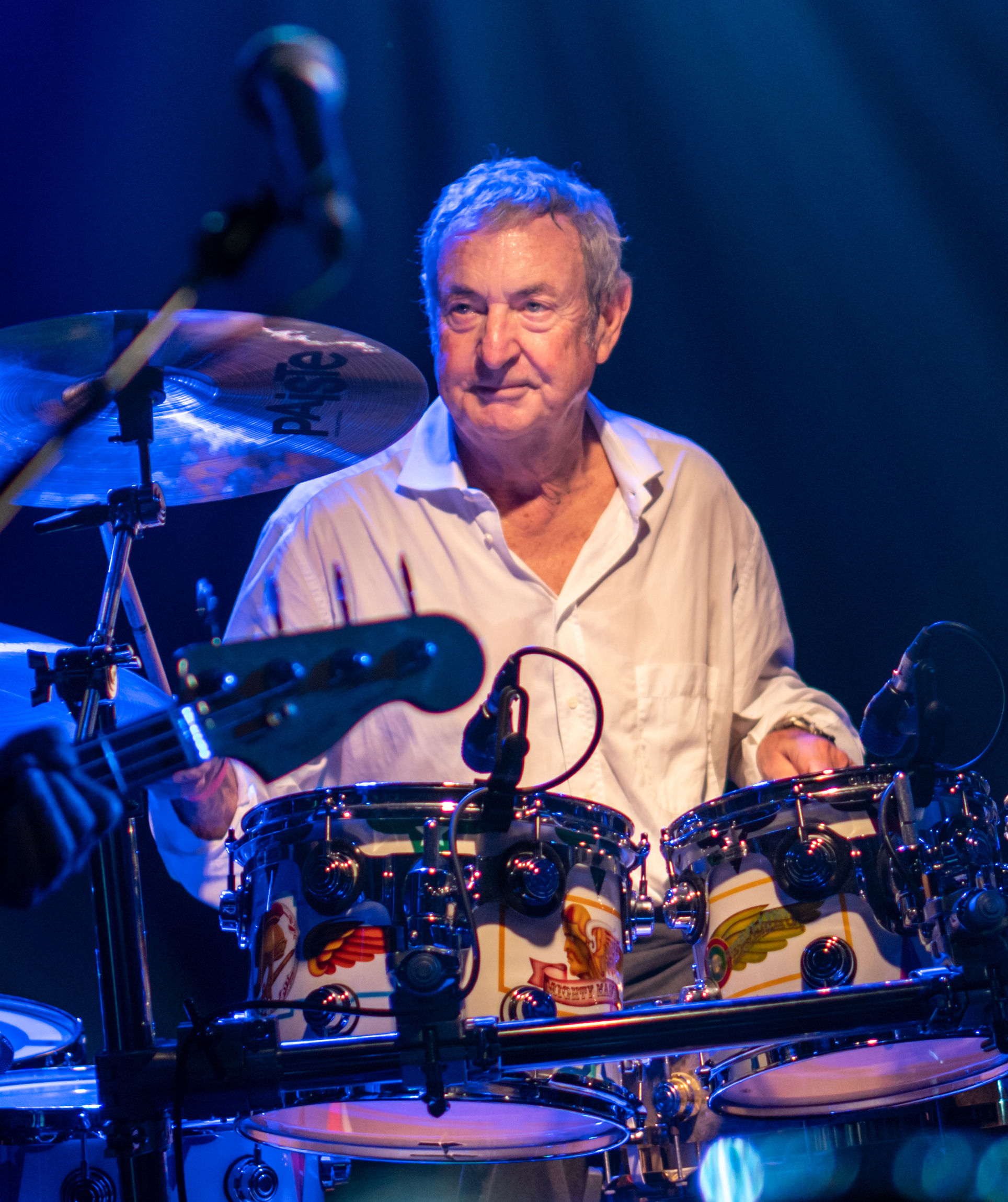
Nick Mason (2018)

Nicholas Berkeley „Nick“ Mason CBE (* 27. Januar 1944 in Birmingham) ist ein britischer Musiker und Musikproduzent. Er wurde als Gründungsmitglied und Schlagzeuger der Rockgruppe Pink Floyd bekannt. Er war das einzige durchgängig aktive Gründungsmitglied und das einzige Bandmitglied, das auf allen Alben der Gruppe vertreten ist.

## Biografie

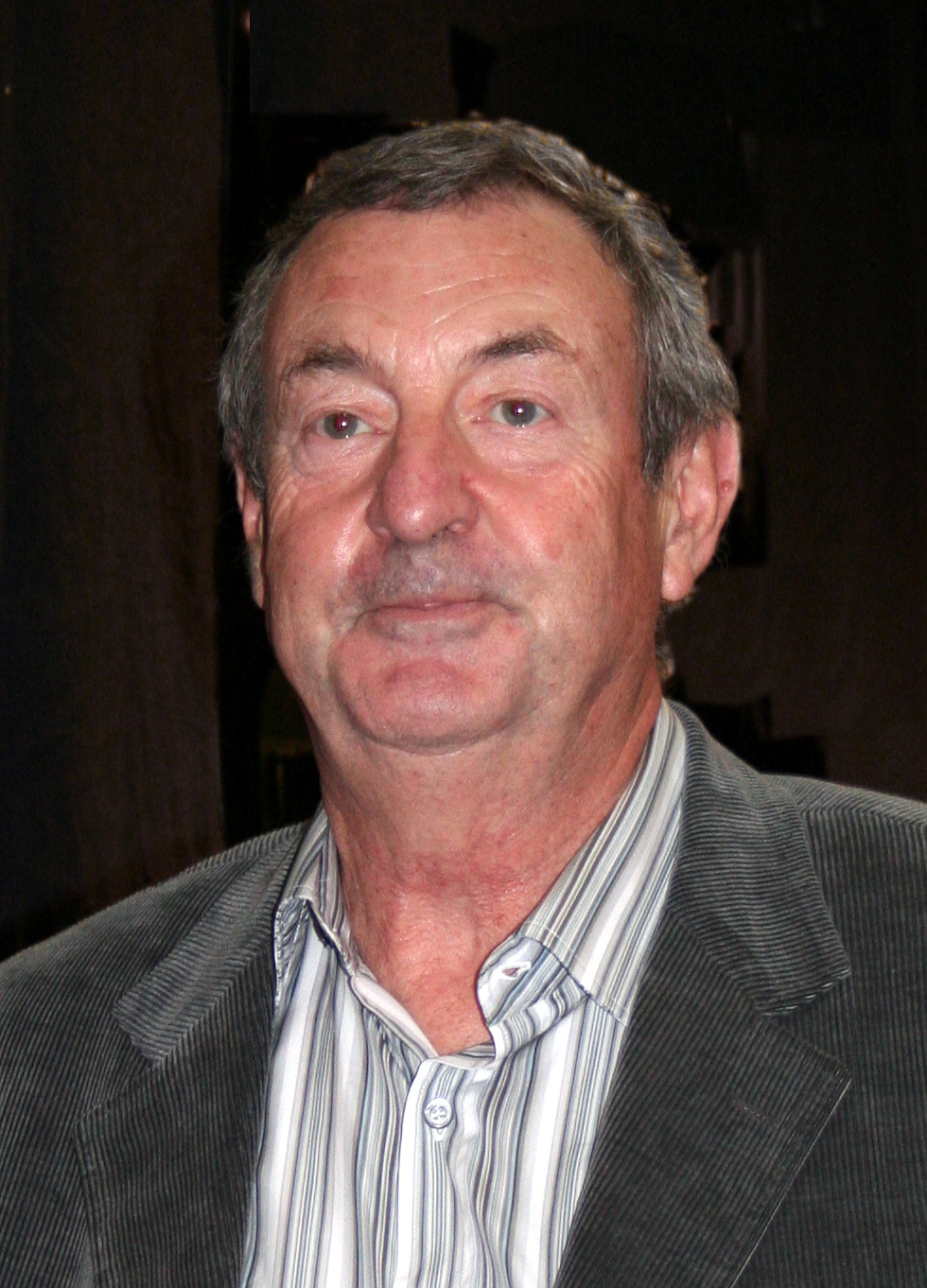
Nick Mason, 2006

Nick Mason ist der Sohn des Dokumentarfilmers Bill Mason (1915–2002). Er wuchs an der Downshire Hill in Londons exklusivem Hampstead-Distrikt auf. Seine Schulausbildung erhielt er im Internat Frensham Heights. Zu dieser Zeit nahm er Klavier- und Geigenunterricht. Später widmete er sich mehr und mehr dem Schlagzeug. Nach seiner Internatszeit schrieb er sich für ein Architekturstudium am Regent-Street-Polytechnikum ein, wo er Roger Waters und Rick Wright kennenlernte. Zusammen mit ihnen gründete er eine Band, woraus 1965 nach Beitritt Syd Barretts schließlich Pink Floyd hervorging.
Mason ist kein Schlagzeug-Virtuose, doch sein Spiel ist kompetent und vielseitig. Er nutzt häufig die Tomtoms seines Schlagzeugs und verwendet auch Gongs und Standpauken. Für Stücke wie Set the Controls for the Heart of the Sun war sein Spiel tragend. Bei Obscured by Clouds wurde sein Schlagzeugsound elektronisch unterstützt, wodurch der Klang dem einer Rhythmusbox ähnelte. Ein weiterer Höhepunkt ist die Anfangssequenz von Time. Das über 23-minütige Echoes zeigt besonders gut die songdienliche Seite seiner Spielweise und seinen Sinn für musikalische Atmosphäre. Straffe, geradlinige Groovemuster wie im Mittelteil wechseln sich mit fragilen, ausschließlich auf den Becken ausgeführten Rhythmusfiguren ab, wie sie den sakral wirkenden Orgelteil in der zweiten Hälfte beherrschen.
Bei Echoes war Mason zudem maßgeblich dafür zuständig, zusammen mit Waters die zahlreichen musikalischen Ideen von Gilmour und Wright zu sortieren und daraus ein Stück zu formen. Das 1977 erschienene Pink-Floyd-Album Animals gilt als weiterer Höhepunkt. Die Drumparts auf diesem Album sind so eingängig, dass Graham Broad, der Schlagzeuger von Roger Waters’ Bleeding Heart Band, auf der In the Flesh-Tour von Waters die Schlagzeugpassagen des Stücks Dogs (vom Animals-Album) originalgetreu nachspielte. Für The Wall (1979) erlernte Mason das Spielen vom Blatt.
Bei den Aufnahmen des Albums A Momentary Lapse of Reason (1987) ließ sich Mason teilweise von renommierten Studio-Schlagzeugern wie Jim Keltner und Carmine Appice vertreten – durch die lange Pause von Pink Floyd hatte er seiner eigenen Einschätzung nach zu sehr an Spielpraxis verloren, um sämtliche Schlagzeugparts selbst in befriedigender Weise einzuspielen. Mason übernahm daher nur einen Teil der Aufnahmen und steuerte zudem, wie auch schon auf einigen früheren Alben, Soundeffekte bei. Bereits auf den letzten von Waters geprägten Alben The Wall und The Final Cut war er bei anspruchsvollen Titeln wie Mother und Two Suns in the Sunset durch Jeff Porcaro bzw. Andy Newmark ersetzt worden.
Auf Tourneen ließ sich Mason fortan von namhaften Perkussionisten wie Gary Wallis unterstützen. Erst auf der Tour zum 1994er Album The Division Bell (zu hören auf dem Live-Album Pulse) und zuletzt 2005 bei der einmaligen Wiedervereinigung der Band anlässlich des
Live-8-Konzerts von Bob Geldof im Londoner Hyde Park spielte er auch wieder alleine Schlagzeug. Für eine überarbeitete Fassung von A Momentary Lapse of Reason, die erstmals 2019 veröffentlicht wurde, nahm er zahlreiche Drum-Parts neu auf. Auch den ursprünglich marginalen Beiträgen Wrights wurde in dieser Version deutlich mehr Gewicht verliehen.
Als Produzent trat Nick Mason in den 1970er Jahren hervor. So produzierte er die Alben der englischen Folk-Pantomimen-Truppe Principal Edwards Magic Theatre ebenso wie die LP Rock Bottom des ehemaligen Soft-Machine-Trommlers Robert Wyatt. Er arbeitete auch mit den englisch-französischen Soft-Machine-Ablegern Gong und später auch mit deren Ex-Gitarristen Steve Hillage zusammen. Auch die englischen Punk-Pioniere The Damned nahmen 1977 seine Produzenten-Dienste für ihr zweites Album Music for Pleasure in Anspruch. Es wurde, wie auch einige andere Alben der Zeit, in den Britannia Row Studios aufgenommen, die ab 1975 von Pink Floyd aufgebaut worden waren. Zuletzt war Mason bis in die frühen 1990er der alleinige Eigentümer der Studios. Sie existieren unter neuer Adresse und Führung bis heute.
1981 erschien unter Masons Namen das Studioalbum Nick Mason’s Fictitious Sports, eine bereits 1979 aufgenommene Zusammenarbeit mit Carla Bley. Von 1985 bis 1989 ging Mason eine musikalische Partnerschaft mit Rick Fenn (10cc) ein, aus der das Album Profiles (1985) sowie Soundtracks zu den Filmen White of the Eye, Body Contact und Tank Malling resultierten. Für die Single Lie for a Lie wurde David Gilmour als Gastsänger verpflichtet. Auch ein Dokumentarfilm über Mason unter dem Titel Life Could Be a Dream wurde vom Duo vertont. Eine Kompilation der beiden Alben sowie des Soundtracks zu White of the Eye erschien 2018 als Unattended Luggage.
Nachdem Mason und Waters, die früher eng befreundet gewesen waren, seit dem Ausstieg von Waters aus der Gruppe kaum noch miteinander gesprochen hatten, trafen sich beide im Jahr 2000 zufällig bei einem Urlaub in der Südsee wieder. In der folgenden Zeit erneuerten beide ihre Freundschaft; Mason ist seither mehrere Male als Gastschlagzeuger bei Konzerten von Waters aufgetreten, ferner Waters im April 2019 als Gastsänger bei Masons Band.
Im Oktober 2004 veröffentlichte Mason das Buch Inside Out. A Personal History of Pink Floyd. Neben seinen Gastauftritten bei einigen von Waters’ Solo-Konzerten spielte Mason 2006 (im Rahmen des Abschlusses der Solo-Tournee von David Gilmour, auf der Richard Wright zum Tour-Ensemble gehörte) sowie 2007 (bei einem Gedenkkonzert für Syd Barrett) nochmals gemeinsam mit seinen beiden Pink-Floyd-Kollegen. Im August 2012 interpretierte Mason zusammen mit Ed Sheeran, Richard Jones (The Feeling) und Mike Rutherford (Genesis) vor dem Millionenpublikum der Schlussfeier der Olympischen Sommerspiele 2012 in London den Pink-Floyd-Song Wish You Were Here.
Seit 2018 geht er mit seiner Band Nick Mason’s Saucerful of Secrets auf Tour; benannt ist die Band nach dem 50 Jahre vorher erschienenen A Saucerful of Secrets. Mitglieder der Band sind Gary Kemp, Guy Pratt, Lee Harris und Dom Beken. Es werden bei den Konzerten ausschließlich Titel der frühen, zwischen 1967 und 1972 erschienenen Pink-Floyd-Alben neu interpretiert gespielt. Das Programm reicht von den frühen Stücken wie z. B. Arnold Layne, Candy and a Currant Bun, Interstellar Overdrive oder Set the Controls for the Heart of the Sun bis zu komplexeren Titeln wie Atom Heart Mother oder Echoes.
Erstmals nach 28 Jahren nahmen Nick Mason und David Gilmour als Pink Floyd zusammen neue Musik auf und veröffentlichten im April 2022 nach dem russischen Überfall auf die Ukraine 2022 den Song Hey, Hey, Rise Up! mit Gesang des ukrainischen Rockmusikers Andriy Khlyvnyuk.

## Instrumente
Mason spielt Doublebassdrumsets, bis zum Album Ummagumma eines von Premier. Danach war er lange Zeit mit einem Ludwig-Schlagzeug, in der Farbgebung Silver Sparkle, bestehend aus zwei Bass Drums, zwei Hänge-Toms, zwei Stand-Toms, Snare, Hi-Hat, vier Becken und einem Gong zu sehen. Heute spielt er ein Schlagzeug von Drum Workshop, zusätzlich gab er in einem Interview an, noch drei weitere Schlagzeuge dieser Marke zu haben.

## Privatleben
Nick Mason ist in zweiter Ehe mit Annette Lynton verheiratet, mit der er zwei Kinder hat. Zwei weitere Kinder entstammen einer früheren Ehe mit Lindy Rutter (1968–1988).

## Diskografie

### Studioalben & Soundtracks
- 1981: Nick Mason’s Fictitious Sports (komponiert und co-produziert von Carla Bley)
- 1985: Profiles (mit Rick Fenn)
- 1986: Life Could Be a Dream (Soundtrack, mit Rick Fenn)
- 1987: White of the Eye (Soundtrack, mit Rick Fenn)
- 1987: Body Contact (Soundtrack, mit Rick Fenn)
- 1988: Tank Mailing (Soundtrack, mit Rick Fenn)
- 2018: Unattended Luggage (Kompilation aus den Alben von 1981 und 1985 sowie dem Soundtrack zu White of the Eye)

### Livealben
- 2020: Live at the Roundhouse (als Nick Mason’s Saucerful of Secrets)

## Nick Masons Automobilsammlung

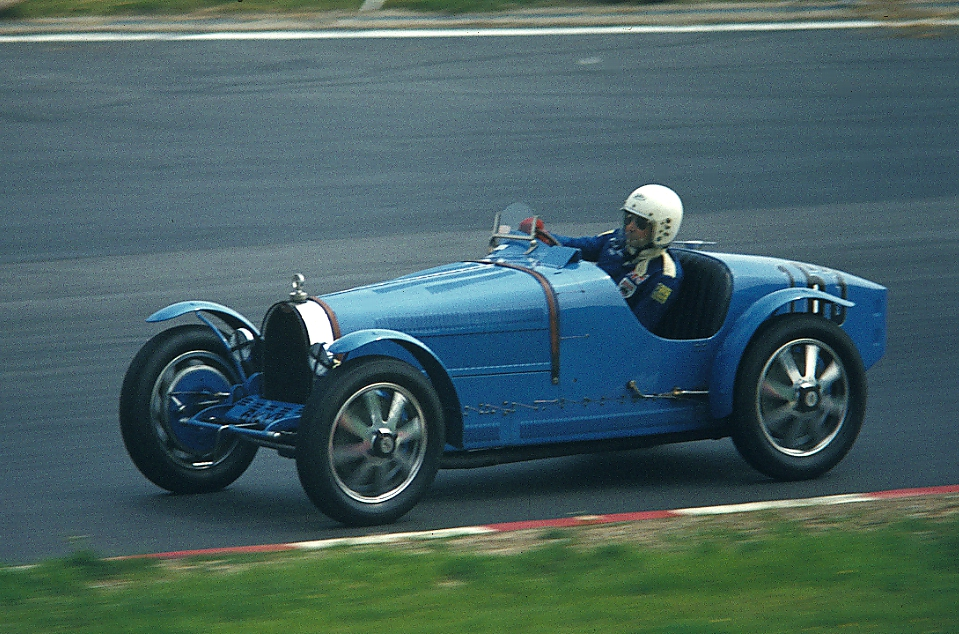
Nick Mason mit einem Bugatti T 35 B beim Oldtimer-Grand-Prix 1981 auf dem Nürburgring

Mason ist ein Liebhaber von Oldtimern und alten Rennwagen. Er fährt selbst Rennen. So nahm er beispielsweise 1991 zusammen mit David Gilmour und Steve O’Rourke an der Carrera Panamericana, einem Rennen in Mexiko, teil. Dieses Ereignis ist im Film La Carrera Panamericana festgehalten, dem ein Pink-Floyd-Soundtrack unterlegt ist.
Mason startete auch fünfmal als Fahrer bei den 24 Stunden von Le Mans. Beste Platzierung war Rang 18, 1979 auf einem Lola T297. Er besitzt eine große Sammlung von verschiedenen Autos, darunter befindet sich auch ein Trabant, den Mason als „historisch sehr interessantes Fahrzeug“ schätzt. Als die Namen der Käufer des Ferrari Enzo bekanntgegeben wurden, den Ferrari nur an ausgesuchte Persönlichkeiten verkaufte, befand sich Mason darunter. Das wertvollste Auto seiner Sammlung ist ein Ferrari 250 GTO, den er 1977 für 37.000 Pfund erwarb. Der Wagen hat heute einen Schätzwert von 30 Millionen Pfund.
Mitte der 1980er Jahre gründete er zusammen mit Mike Hallowes das Unternehmen Ten Tenths, das verschiedene Dienstleistungen rund um das Auto anbietet.

## Statistik (Autorennen)

### Le-Mans-Ergebnisse
| Jahr | Team                     | Fahrzeug    | Teamkollege     | Teamkollege          | Teamkollege    | Platzierung     | Ausfallgrund     |
| ---- | ------------------------ | ----------- | --------------- | -------------------- | -------------- | --------------- | ---------------- |
| 1979 | Dorset Racing Associates | Lola T297   | Brian Joscelyne | Anthony Birchenhough | Richard Jenvey | Rang 18         |                  |
| 1980 | Dorset Racing Associates | Lola T297   | Peter Clark     | Martin Birrane       |                | Rang 22         |                  |
| 1982 | Emka Productions         | BMW M1      | Steve O’Rourke  | Richard Down         |                | Ausfall         | kein Öldruck     |
| 1983 | Dome Racing              | March RC82  | Eliseo Salazar  | Chris Craft          |                | Ausfall         | Kupplungsschaden |
| 1984 | GTi Engineering          | Porsche 956 | Richard Lloyd   | René Metge           |                | Disqualifiziert | unerlaubte Hilfe |

### Einzelergebnisse in der Sportwagen-Weltmeisterschaft
| Saison | Team                    | Rennwagen   | 1   | 2   | 3   | 4   | 5   | 6   | 7   | 8   | 9   | 10  | 11  | 12  | 13  | 14  | 15  | 16  | 17  |
| ------ | ----------------------- | ----------- | --- | --- | --- | --- | --- | --- | --- | --- | --- | --- | --- | --- | --- | --- | --- | --- | --- |
| 1979   | Dorset Racing           | Lola T297   | DAY | SEB | MUG | TAL | DIJ | RIV | SIL | NÜR | LEM | PER | DAY | WAT | SPA | BRH | ROA | VAL | ELS |
| 1979   | Dorset Racing           | Lola T297   |     |     |     |     |     | 18  |     |     |     |     |     |     |     |     |     |     |     |
| 1980   | Dorset Racing           | Lola T297   | DAY | BRH | SEB | MUG | MON | RIV | SIL | NÜR | LEM | DAY | WAT | SPA | MOS | ROA | VAL | DIJ |     |
| 1980   | Dorset Racing           | Lola T297   |     |     |     |     |     |     | DNF |     | 22  |     |     |     |     |     |     |     |     |
| 1981   | Dorset Racing           | Lola T297   | DAY | SEB | MUG | MON | RIV | SIL | NÜR | LEM | PER | DAY | WAT | SPA | MOS | ROA | BRH |     |     |
| 1981   | Dorset Racing           | Lola T297   |     |     | 16  |     |     |     |     |     |     |     |     |     |     |     |     |     |     |
| 1982   | EMKA Productions        | BMW M1      | MON | SIL | NÜR | LEM | SPA | MUG | FUJ | BRH |     |     |     |     |     |     |     |     |     |
| 1982   | EMKA Productions        | BMW M1      |     | 20  |     | DNF |     |     |     |     |     |     |     |     |     |     |     |     |     |
| 1983   | Dome                    | Dome RC82   | MON | SIL | NÜR | LEM | SPA | FUJ | KYA |     |     |     |     |     |     |     |     |     |     |
| 1983   | Dome                    | Dome RC82   | DNF |     |     |     |     |     |     |     |     |     |     |     |     |     |     |     |     |
| 1984   | GTi Engineering Porsche | Porsche 956 | MON | SIL | LEM | NÜR | BRH | MOS | SPA | IMO | FUJ | KYA | SAN |     |     |     |     |     |     |
| 1984   | GTi Engineering Porsche | Porsche 956 |     | DNF | DNF |     |     | DNF |     |     |     |     |     |     |     |     |     |     |     |